# Herbert Márquez
Pour les articles homonymes, voir Márquez.
Herbert Andrés Márquez Noriega (né le 30 novembre 1963 à Puerto La Cruz au Venezuela) est un joueur de football international vénézuélien, qui évoluait au poste d'attaquant.

## Biographie

### Carrière en club
Avec l'équipe du Marítimo de Caracas, il remporte trois titres de champion du Venezuela et une Coupe du Venezuela.
Avec l'équipe portugaise du CS Marítimo, il joue 6 matchs en championnat.

### Carrière en sélection
Avec l'équipe du Venezuela, il joue 16 matchs (pour 2 buts inscrits) entre 1985 et 1994[réf. nécessaire]. 
Il figure dans le groupe des sélectionnés lors des Copa América de 1987 et de 1989.

## Palmarès
Marítimo de Venezuela
- Championnat du Venezuela (4) :
  - Vainqueur : 1986-87, 1989-90 et 1992-93.
  - Meilleur buteur : 1989-90 (19 buts) et 1992-93 (21 buts).

- Coupe du Venezuela (1) :
  - Vainqueur : 1989.